# Jessica Gregg
Jessica Gregg, née le 16 mars 1988 à Edmonton, est une patineuse de vitesse sur piste courte canadienne.

## Palmarès

### Jeux olympiques
| Épreuve / Édition | Vancouver 2010                     |
| ----------------- | ---------------------------------- |
| 500 m             | 4e                                 |
| 1 000 m           | 6e                                 |
| Relais 3 000 m    | Médaille d'argent, Jeux olympiques |

### Championnats du monde de patinage de vitesse sur piste courte
| Épreuve / Édition | Gangneung 2008           | Vienne 2009               | Sofia 2010               |
| ----------------- | ------------------------ | ------------------------- | ------------------------ |
| 500 m             | -                        | Médaille de bronze        |                          |
| 1 000 m           | -                        | 8e                        |                          |
| 1 500 m           | -                        | 17e                       |                          |
| 3 000 m           | -                        | 6e                        |                          |
| Relais 3 000 m    | Médaille d'argent, monde | Médaille de bronze, monde | Médaille d'argent, monde |